# Mixtla de Altamirano
Mixtla de Altamirano là một đô thị thuộc bang Veracruz, México. Năm 2005, dân số của đô thị này là 9572 người.